# Simon Simonsen (Politiker, 1877)
Simon Simonsen (* 3. November 1877 in Narsarmijit; † 21. Juli 1925 in Nunarsuaq) war ein grönländischer Landesrat.

## Leben
Simon war der Sohn von Anton (1834–1880), einem Sohn von Simon († 1854) und Jakobina († 1867), und Henrietta (1839–1907), einer Tochter von Siegmund († 1846) und Florentina († 1846). Am 10. Mai 1900 heiratete er Gertraut (1883–?), Tochter von Silas (1859–1887) und Antonie (1863–1896). Aus der Ehe ging unter anderem der Sohn Josva Simonsen (1901–1981) hervor. Er gehörte der Herrnhuter Brüdergemeine an und erhielt nach deren Rückzug aus Grönland seinen Nachnamen nach seinem Großvater. Er lebte als Jäger in Narsarmijit und saß 1920 als Stellvertreter für Josva Kleist im südgrönländischen Landesrat. Er starb 1925 im Kajak am Jagdplatz Nunarsuaq.